# ماسکل (نبراسکا)
ماسکل(به انگلیسی: Maskell) شهری در ایالت نبراسکا کشور ایالات متحده آمریکا است که جمعیت آن در سرشماری سال ۲۰۱۰ میلادی، ۷۶ نفر بوده‌است.